# Rio Omaña
O Rio Omaña é um  pequeno rio de águas cristalinas da Espanha, localizado na comunidade autónoma Castela e Leão. O curso d'água nasce na Cordilheira Cantábrica, percorre 52 km desde a sua nascente e forma o Rio Órbigo com o Rio Luna perto da aldeia Secarejo. Este rio pertence a bacia hidiographica do Rio Douro.

## Origem do nome
Segundo a tradição, o nome do rio vem do nome que os romanos davam aos habitantes da região por onde passa: homus manium ou "terra de deuses", por sua dureza e resistência. Uma outra interpretação considera que o nome do rio provém de Aqua Mania, nome de outros hidrônimos do norte da península. Segundo esta análise, o rio emprestou o seu nome à região e não o contrário.

## Afluentes
São seus afluentes o Rio Pequeño, o Rio Vallegordo, Rio Negro e o Rio Valdesamario pela margem direita e pela esquerda, o Rio Valdaín, o Rio Santibáñez e o Rio de Velilla.